# Giuseppe Ghedina (pittore)
Giuseppe Pietro Antonio Ghedina (Cortina d'Ampezzo, 1º marzo 1825 – Cortina d'Ampezzo, 12 maggio 1898) è stato un pittore italiano.

## Biografia
Ghedina nacque a Cortina quando Ampezzo faceva ancora parte dell'Impero austro-ungarico. Affrescò i cicli pittorici del soffitto della basilica dei Santi Filippo e Giacomo a Cortina d'Ampezzo. Degni di nota sono la Trinità, pala del 1859 commissionatagli dal Comune, e la tela San Giuseppe col Bambino, risalente a quello stesso periodo.
A Tarcento realizzò la Assunzione della Vergine, inaugurata il 27 settembre 1874, che si trova sul soffitto della chiesa di San Pietro Apostolo; ai lati realizzò i quattro medaglioni con gli Evangelisti. Nella figura di san Marco si riconosce tradizionalmente l'autoritratto dell'artista.
A Udine ebbe l'incaricato di staccare e sostituire con una copia l'affresco del Pordenone, che si trovava nella loggia del Lionello, a destra verso via Mercatovecchio. L'affresco, che rappresenta la Madonna dell'uva con tre angeli musicanti, era stato pesantemente danneggiato da un incendio nel 1876. La replica dell'opera rimase sostanzialmente fedele all'originale.